# Référendum constitutionnel nigérien de 1989
Le référendum constitutionnel nigérien de 1989 a lieu le 24 septembre 1989 afin de permettre à la population de se prononcer sur une nouvelle constitution.
Cette dernière institue un régime présidentiel avec un président de la République à la tête du Conseil suprême d'orientation nationale, élu pour un mandat de sept ans renouvelable une fois et pouvant dissoudre le parlement, associé à un régime à parti unique sous l'égide du Mouvement national pour la société du développement. Soumis au vote par la junte militaire du général Ali Saïbou, le texte entérine par ailleurs l'implication de l'armée dans la sphère politique depuis le coup d’État de 1974.
Le projet soumis à référendum reçoit une large majorité des suffrages, conduisant ainsi à l'établissement de la seconde république.

## Contexte
Le coup d’État de 1974 installe au pouvoir une junte militaire conduite par le général Seyni Kountché. Ce dernier meurt cependant en novembre 1987 d'une tumeur au cerveau, laissant le pouvoir au général Ali Saïbou, qui décide de mettre fin au régime militaire en amorçant une politique de « décrispation ». Il décrète ainsi une large amnistie, qui permet à de nombreux opposants de rentrer d'exil, lève l'assignation à résidence de l'ancien président Hamani Diori et libère des prisonniers politiques

## Résultat
| Choix                     | Votes     | %     |
| ------------------------- | --------- | ----- |
| Pour                      | 3 275 737 | 99,28 |
| Contre                    | 23 713    | 0,72  |
|                           |           |       |
| Votes valides             | 3 299 450 | 99,77 |
| Votes blancs et invalides | 7 425     | 0,23  |
| Total                     | 3 306 875 | 100   |
| Abstention                | 170 999   | 4,92  |
| Inscrits/Participation    | 3 477 874 | 95,08 |

## Suites
Seul en lice, Ali Saibou remporte l'élection présidentielle organisée le 10 décembre 1989, tandis que le Mouvement national pour la société du développement remporte les élections législatives organisées simultanément, dans le cadre du régime à parti unique.